# عبدالرحمن خلیفاوی
ارتشبد عبدالرحمن خلیفاوی (به عربی: عبد الرحمن خليفاوي) (زاده ۱۹۳۰ در دمشق – درگذشته ۱۴ مارس ۲۰۰۹ در دمشق) وی نظامی سوری با اصلیتی الجزایری بود. خلیفاوی دو بار در دههٔ هفتاد میلادی نخست‌وزیری سوریه را به عهده داشت و همچنین از ۲۱ نوامبر ۱۹۷۰ تا ۳ آوریل ۱۹۷۱ وزیر کشور سوریه بود.

## دوران کودکی
خلیفاوی در سال ۱۹۳۰ میلادی یا بر طبق منابع دیگر ۱۹۲۷ در شهر دمشق متولد شد.
خلیفاوی با مادرش که از پدرش جدا شده بود زندگی می‌کرد. مادرش باوجود اینکه بی‌سواد بود و زندگی فقیرانه‌ای داشت، پسرش را به درس‌خواندن تشویق می‌کرد. خلیفاوی به دلیل فقیر بودن خانواده، در ده‌سالگی مجبور به کار کردن شد تا مخارج خانواده را تأمین کند.
وی بعد از اتمام دبیرستان در دانشکده افسری درس خواند.

## منصب‌ها
وی وزارت کشور را در دوران ریاست جمهوری حافظ اسد در بین سال‌های ۲۱ نوامبر ۱۹۷۰ تا ۳ آوریل ۱۹۷۱ بر عهده گرفت. همچنین دو بار مسؤولیت نخست‌وزیری سوریه را بر عهده داشت؛ بار نخست از ۳ آوریل ۱۹۷۱ تا ۲۱ دسامبر ۱۹۷۲ و بار دوم از ۷ اوت ۱۹۷۶ تا ۲۷ مارس ۱۹۷۸ بود.

## کار بشر دوستانه
خلیفاوی «مجتمع پزشکی مبارزه با سرطان شام» را در سال ۱۹۷۷ بعد از تجربه سرطان در دوران نخست‌وزیری، تأسیس کرد.

## فرزندان
عبدالرحمن خلیفاوی یک دختر و سه پسر داشت.